# El Zaricejo

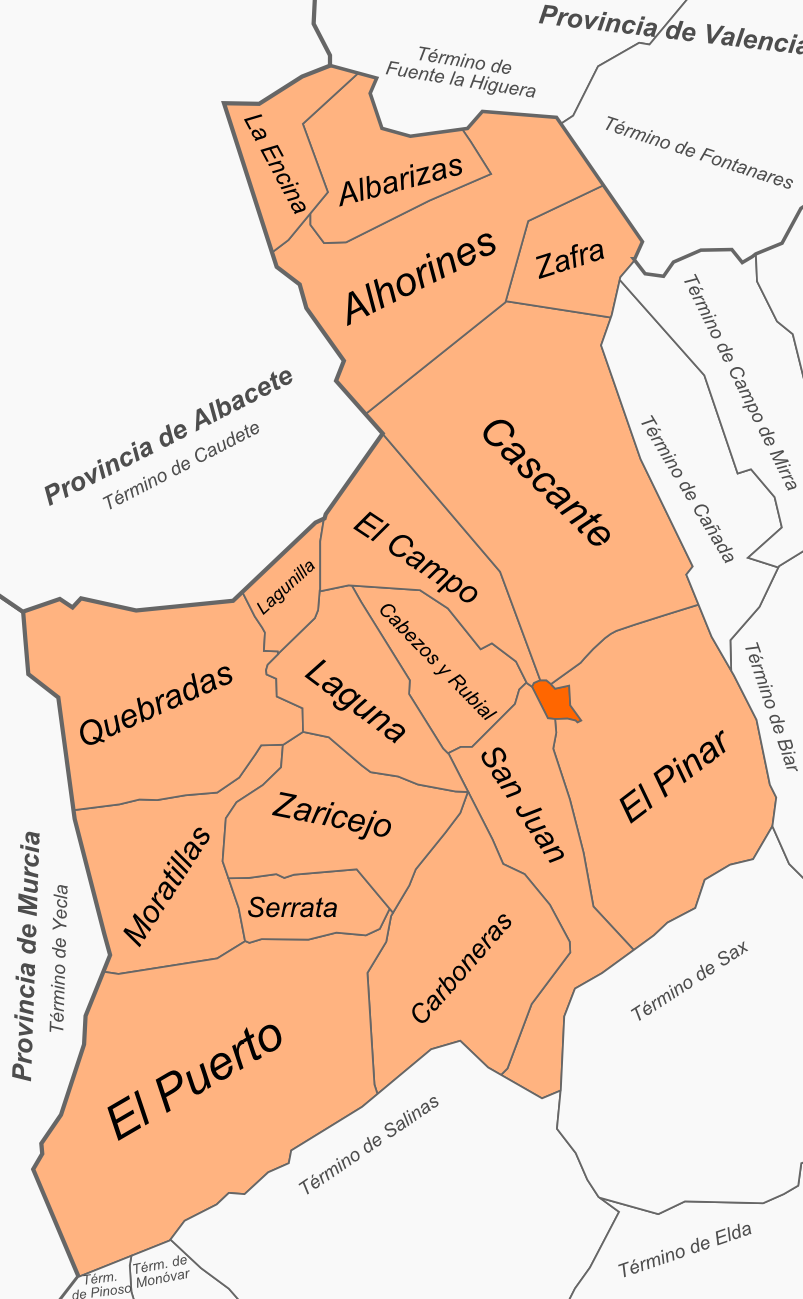
Antigua división del término municipal de Villena.

El Zaricejo es una antigua partida de Villena (Alicante), situada en el valle cuaternario que se extiende entre el anticlinal triásico que atraviesa el término de norte a sur, cuyas elevaciones principales son los cabezos de Jordán y de Terlinques, y la sierra de Castellar.
El Zaricejo es una cuenca hidrográfica alimentada por las sierras y ramblas del oeste e independiente de la del Vinalopó, de la que la separa la citada pequeña sierra triásica. Al disminuir las aguas caballeras de la cuenca, varias empresas adquirieron gran parte del valle para el aprovechamiento de sus aguas subterráneas, de las que todavía se surten algunos pueblos de las cuencas media y baja del Vinalopó.

## Yacimientos arqueológicos
En la partida de El Zaricejo se emplazan varios sitios arqueológicos de interés, como la propia sierra de Castellar, así llamada por las ruinas de unos muros de piedra que se conservan en la meseta superior y que ya se consideraban muy antiguos en 1575. Al sur se encuentra el poblado de Terlinques, que ha proporcionado materiales de la Edad del Bronce fechados hacia 1850 a. C. y hacia el oeste un yacimiento ibérico del siglo IV a. C., extendido desde el fondo del valle hasta las aderas occidentales de dicho cabezo. Este yacimiento ha suministrado el ejemplar de escultura ibérica en piedra conocido por la leona del Zaricejo. Inmediato a Terlinques, por su vertiente sur-oriental, existe otro yacimiento de época romana.